# Смоляков Володимир Петрович
Володимир Петрович Смоляков  (12.08.1950 р.) - голова Кременчуцького відділення національної Всеукраїнської музичної спілки, «Заслужений працівник культури України»,  почесний громадянин Кременчука.

## Життєпис
Володимир Петрович Смоляков народився 12 серпня 1950 року в місті Кременчуці.
В 1968 році, закінчивши середню школу № 7, вступив до Олександрійського училища культури на відділ народних інструментів по спеціалізації «керівник самодіяльного оркестру».
В 1971 році з відзнакою закінчив училище і вступив до Київського державного інституту культури на кафедру народних інструментів по спеціальності «диригент оркестру народних інструментів». В цей же час працював в «Укрконцерті» в складі інструментального ансамблю «Дніпрові зорі».  
В 1975 році закінчив Київський державний інститут культури по спеціальності «керівник оркестру народних інструментів, диригент». Повернувся до Кременчука і з того часу працював художнім керівником ансамблю пісні і танцю «Славутич» Кременчуцького міського палацу культури. В 1991 році його призначили головним диригентом народного самодіяльного ансамблю «Славутич» (зараз Комунальний заклад культури «Культурно-освітній мистецький заклад «Славутич»).   
З 1996 року –  головний диригент міського духового оркестру. З 2000 року призначений директором дитячої музичної школи № 3 ім. М.М. Колачевського, голова Кременчуцького відділення національної Всеукраїнської музичної спілки.  

## Нагороди
- 1997 р.  за значний особистий внесок у розвиток національної культури і мистецтва  було присвоєно почесне звання «Заслужений працівник культури України».
- 2010 р. рішенням Кременчуцької міської ради  нагороджений Почесним знаком «За заслуги перед містом».
- за високий професіоналізм, вагомий особистий внесок у відродження національної культури, духовний розвиток Кременчука, багаторічну плідну працю присвоєно звання «Почесний громадянин міста Кременчука»[1][2]